# ミトロー・ジェルジ
ミトロー・ジェルジ(Mitró György、1930年3月6日 – 2010年1月4日)は、ハンガリーのサボルチ・サトマール・ベレグ県ニーレジハーザ出身の競泳選手。
1947年にモナコのモンテカルロで開催された出場したヨーロッパ水泳選手権で男子1500m自由形の種目において優勝を果たした。1948年ロンドンオリンピックでは400mで5位に入賞、1500mでは銅メダル、4×200m自由形リレーでは銅メダルを獲得している。
2010年1月4日、ブダペストにて80歳で亡くなった。